# Дворец княгини Любицы
Дворец княгини Любицы (серб. Конак кнегиње Љубице) — бывшая резиденция супруги князя Mилоша Обреновича княгини Любицы и её сыновей площадью 1400 м2. Находится в центре Белграда на улице Князя Сима Марковича, д.8. Памятник культуры.

## История
Дворец Княгини Любицы находится в одном из старейших районов Белграда, на углу улиц Кнеза Симе Марковича и Крала Петра, бывших Богояавленска и Дубровачка. Напротив нынешней Соборной церкви когда-то стоял старый княжеский дворец, подходивший чуть ли не вплотную к нынешнему зданию Патриархии и саду нынешнего Конака княгини Любицы. В старом дворце до 1829 года жил князь Милош с семьей, но здание было таким ветхим, что было принято решение его снести и построить новое. Новый дворец или конак, как его назвали в период строительства, должен был стать гораздо больше и красивее старого, чтобы показать возросшую экономическую силу и власть князя Милоша Обреновича после султанского хатт-и-шерифа (декрета) 1830 г., определившего автономию Сербии.
Конак княгини Любицы — один из наиболее ярких из сохранившихся до нашего времени примеров городской архитектуры первой половины XIX века в Белграде. Он строился с 1829 по 1830 гг. По замыслу князя Милоша, дворец должен был служить апартаментами для его семьи — княгини Любицы и сыновей Милана и Михаила, которые впоследствии правили в Сербии, и быть местом для приема высоких гостей. Строительством руководил пионер сербского домостроения Хаджи Никола Живкович, которому принадлежит и идейное решение этого здания.
Князь Милош пригласил Живковича из Водена, так как в Белграде, где долгое время ничего не строилось, профессиональных подрядчиков просто не нашлось. В дальнейшем он руководил всеми строительными работами в обновленной Сербии в течение первого срока правления князя Милоша.
Закладка фундамента началась в июле 1829 г., а строительство полностью закончилось поздней осенью 1830 г. В письме мужу от 22 ноября 1830 г. княгиня Любица сообщала ему о том, что они «благополучно переехали в новый конак». Позже (в 1836 году) в крыле второго этажа, где находились покои княгини Любицы, был оборудован хамам (турецкая баня).

## Расположение
Конак княгини Любицы находится в центре большого сада, первоначально обнесенного высоким кирпичным забором, как и все объекты такого типа в то время.
Во двор перед дворцом можно было попасть через высокие ворота для экипажей. Задний двор с садом выходит на Косанчиев венац. Главный фасад с эркером диванханы по центру развернут в сторону реки Савы.

## Архитектура
План конака представляет собой соразмерно большой прямоугольник. Здание трехуровневое — подземный уровень, первый и второй этажи. Подземный уровень из камня со сводами, а первый и второй этажи построены классическим методом кирпичной кладки и методом «бондрук», то есть двойного деревянного каркаса, заполненного необожженным кирпичом. В центре четырёхскатной крыши, покрытой черепицей, находится восьмигранный купол и восемь дымоходов.
Здание конака имеет все характеристики городских домов сербско-балканского стиля. Первый и второй этажи имеют центральные холлы, из которых попадаешь в другие помещения. Эта традиционная восточная концепция расположения внутренних помещений заимствована у более ранних закрытых внутренних дворов. На каждом этаже дома находится по одной диванхане, выполнявшей роль салона для приемов. Диванхана первого этажа поднята над уровнем пола остального пространства на высоту двух ступенек. Огорожена четырьмя деревянными столбиками, поддерживающими парапет. Рядом находится широкая лестница, ведущая в задний двор и сад. Вход в дом со стороны двора шире, чем вход с улицы.
Диванхана на втором этаже меньше по размерам, ограничена боковыми стенами, а в центре имеет только два столбика. Дощатые полы всех помещений второго этажа имеют один уровень. И эта диванхана обращена в сторону улицы.
Концептуально пространство Конака княгини Любицы опирается на восточную строительную традицию, однако уже тогда можно было почувствовать переломный момент в городской архитектуре. На внешнем виде и декоративных элементах фасада дворца сказалось некоторое влияния европейской архитектуры. Оно заметно в рельефе фасада, более сложном четырёхскатном решении кровли, форме дымоходов и купола, а также в декоративных архитектурных деталях фасада — пилястрах, арочных оконных парапетах, рельефный наличниках, фасонных каркасах и в некоторых деталях интерьера. Например, эркеры в то время, как правило имели прямоугольную форму, однако здесь в плане они полукружной формы.

## Развитие дворца
Одно из первых упоминаний о Конаке княгини Любицы содержится в записях писателя-путешественника Отто Дубислава Пирха(1829): «Одна малая часть Белграда отличается от остальных и находится на юго-западном крае главной улицы верхнего посада. (…) Пусть это не самое высокое, но по форме — самое красивое из всех здание, которые я видел в Сербии. Новый дворец отличался от обычных частных домов и содержит элементы, которые ставят его (…) в один ряд с известными резиденциями великих пашей и богатых бегов».
Несмотря на то, что княгиня Любица была скромной женщиной, ей хотелось организовать жизнь во дворце на высоком уровне. В сохранившейся переписке между княгиней и князем Милошем есть письмо от 1 января 1831 года, в котором она просит мужа «…для слуг дворца купить красных носков». Можно предположить, что ответ князя был отрицательным, потому что в своём другом письме от 24 января княгиня пишет, что она «может угощать гостей сама, без слуг».
В период первого правительства князя Милоша в Конаке княгини Любицы находилось главное государственное казначейство. До возвращения князя Михаила в Сербию (1840) там проходили заседания княжеского наместничества, а князь Михаило жил в нём до 1842 г.

## Использование
Некоторое время в здании находился лицей, затем — Первая белградская гимназия, Апелляционный суд.
В 1912 г. там разместили интернат для глухонемых детей, а в 1929 г. — Музей современного искусства. До 6 апреля 1941 г. там находился Церковный музей. С 1945 по 1947 гг. размещались некоторые отделы Патриархии. С 1947 г. — Республиканский институт охраны памятников культуры.
С 1971 по 1979 гг. шли работы по реставрации и консервации, в рамках которых здание было санировано, обновлен фасад и интерьер. Вместе с тем Конак княгини Любицы, который сегодня находится в составе Музея города Белграда, превращен в музейную экспозицию.
В 1979 г. дворец княгини Любицы объявлен памятником культуры особого значения.